# Chiesa di San Giovanni della Ficozza
La chiesa di San Giovanni della Ficozza è una chiesa sconsacrata di Roma, nel rione Trevi, in via dei Maroniti. È conosciuta come la chiesa dei Maroniti.

## Storia
Essa è attestata per la prima volta in un documento della fine del XII secolo e conservato nell'archivio di San Silvestro in Capite. Il nome deriva da un certo Cecco Ficoccia (Ceccus de Ficocia) che con i suoi soldi contribuì alla costruzione della chiesa. Nel 1584 Gregorio XIII fece costruire accanto alla chiesa il Collegio dei Maroniti, i quali officiarono la chiesa fino agli inizi del XIX secolo.
L'Armellini riporta, nel suo libro, il testo di una relazione fatta dopo una visita alla chiesa e risalente al 1662:
(Armellini, op. cit., p. 273)
Durante l'epoca napoleonica l'intero complesso venne adibito ad usi civili, finché nel 1846 Pio IX riconsacrò la chiesa e destinò il collegio annesso al seminario polacco-sloveno. Dopo l'unità d'Italia (1870) chiesa e collegio furono nuovamente destinati ad usi civili. Oggi l'antica navata è occupata da locali pubblici:  al suo interno sono ancora ben visibili e conservati l'abside, la cantoria, alcune nicchie laterali ed è stata dotata di alcuni affreschi su soffitto e sulle pareti di gusto barocco.